# Moulton Chapel
Moulton Chapel – wieś w Anglii, w hrabstwie Lincolnshire. Leży 26,4 km od miasta Boston, 61,9 km od Lincoln i 137 km od Londynu. W 2016 miejscowość liczyła 1032 mieszkańców.